# Guillaume Farel

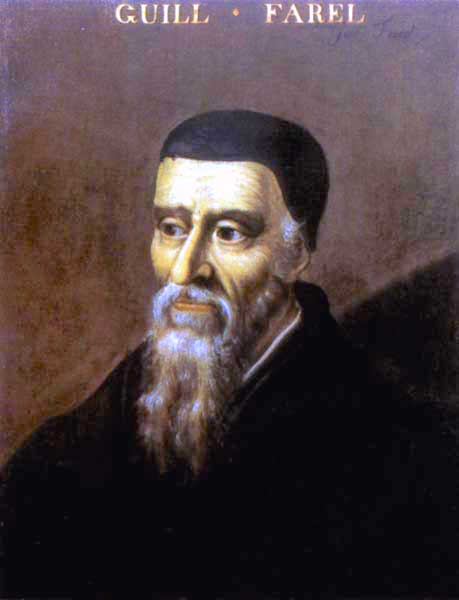
Guillaume Farel

Guillaume Farel, född 1489, död 1565, fransk-schweizisk reformator.
Under studietiden i Paris vanns Farel för reformationens idéer, och flydde sedan undan den romersk-katolska kyrkan till Schweiz. Han deltog i disputationen i Bern 1528 och fick sedan i uppdrag att predika i denna kanton. Vid reformationens genomförande i Genève 1535 var Farel nitiskt verksam. Där övertygade han också Jean Calvin att åta sig rollen som en av de schweiziska reformatorerna. Själv verkade han därefter i Neuchâtel och resten av Schweiz.